# Belestar (Alta Garona)
Belestar (francès Balesta) és un municipi occitpà de Comenge, a Gascunya, situat en el departament de l'Alta Garona, a la regió d'Occitània.